# Meloe
Pour les articles homonymes, voir Méloé.
Genre
Meloe est un genre de coléoptères de la famille des Meloidae. Les larves de ses espèces parasitent certains hyménoptères, comme les abeilles de la famille des Megachilidae et des Andrenidae.
Les larves de méloés se nourrissent du pollen et du nectar stockés dans les nids d'hyménoptères, les adultes sont phytophages.
C'est aussi un prénom qui veut dire prince[réf. souhaitée].

## Écologie
Les Meloidae sont des insectes à développement hypermétabole. D'abord, on retrouve le stade de l'œuf, ensuite une première étape larvaire qui comprend une larve mince et adaptée à la locomotion (appelée triongulin), par après, une deuxième étape larvaire avec une larve massive et sédentaire, ensuite une nymphe et finalement un adulte.
Chez certaines espèces du genre Meloe, la larve au stade triongulin envoie des signaux chimiques pour attirer les abeilles mâles. Lorsqu'un mâle  arrive à proximité de celle-ci, elle l'agrippe. Le mâle finit par entrer en contact avec une femelle et la larve s'agrippe à celle-ci. Souvent les triongulins attendent les abeilles (M et F) sur les fleurs et peuvent s'y agripper pendant qu'elles butinent. L'abeille apporte alors la larve prédatrice dans son nid. La larve est prédatrice et se nourrira du couvain.

## Classification

### Liste des sous-genres
Selon ITIS (16 avril 2018) :
- sous-genre Meloe (Eurymeloe) Reitter, 1911
- sous-genre Meloe (Meloe) Linnaeus, 1758
- sous-genre Meloe (Treiodous) Dugès, 1869
  - non-classé Meloe paropacus Dillon, 1952

### Liste des espèces
Selon BioLib (16 avril 2018) :
- Meloe aegyptius Brandt & Erichson, 1832
- Meloe aeneus Tauscher, 1812
- Meloe afer (Bland, 1864)
- Meloe affinis Lucas, 1849
- Meloe ajax Pinto, 1998
- Meloe alashana Kaszab, 1964
- Meloe americanus Leach, 1815
- Meloe angusticollis Say, 1824
- Meloe apenninicus Bologna, 1988
- Meloe austrinus Wollaston, 1854
- Meloe autumnalis Olivier, 1792
- Meloe barbarus LeConte, 1861
- Meloe baudueri Grenier, 1863
- Meloe brevicollis Panzer, 1793
- Meloe bytinskii Kaszab, 1969
- Meloe cavensis Petagna, 1819
- Meloe centripubens Reitter, 1897
- Meloe cicatricosus Leach, 1811
- Meloe cinereovariegatus Heyden, 1885
- Meloe coarctatus Motschulsky, 1858
- Meloe coelatus Reiche, 1857
- Meloe decorus Brandt & Erichson, 1832
- Meloe dugesi Champion, 1891
- Meloe erythrocnemus Pallas, 1782
- Meloe fernandezi Pardo Alcaide, 1951
- Meloe flavicomus Wollaston, 1854
- Meloe foveolatus Guérin de Méneville, 1842
- Meloe ganglbaueri Apfelbeck, 1905
- Meloe gracilicornis Champion, 1891
- Meloe hungarus Schrank, 1776
- Meloe impressus Kirby, 1837
- Meloe kandaharicus Kaszab, 1958
- Meloe laevipennis Brandt & Erichson, 1832
- Meloe laevis Leach, 1815
- Meloe luctuosus Brandt & Erichson, 1832
- Meloe mediterraneus G. Müller, 1925
- Meloe murinus Brandt & Erichson, 1832
- Meloe nanus Lucas, 1849
- Meloe nebulosus Pinto & Selander, 1970
- Meloe olivieri Chevrolat, 1833
- Meloe proscarabaeus Linnaeus, 1758
- Meloe reitteri Escherich, 1889
- Meloe rufiventris Germar, 1817
- Meloe rugosus Marsham, 1802
- Meloe scabriusculus Brandt & Erichson, 1832
- Meloe strigulosus Mannerheim, 1852
- Meloe tuccius Rossi, 1792
- Meloe uralensis Pallas, 1777
- Meloe variegatus Donovan, 1776
- Meloe violaceus Marsham, 1802
- Meloe xanthomelas Solsky, 1881
- non-classé Meloe baudii / glazunovi